# Ralf Willing
Ralf Willing (* 25. Februar 1949 in Vreden) ist ein deutscher Trompeter.

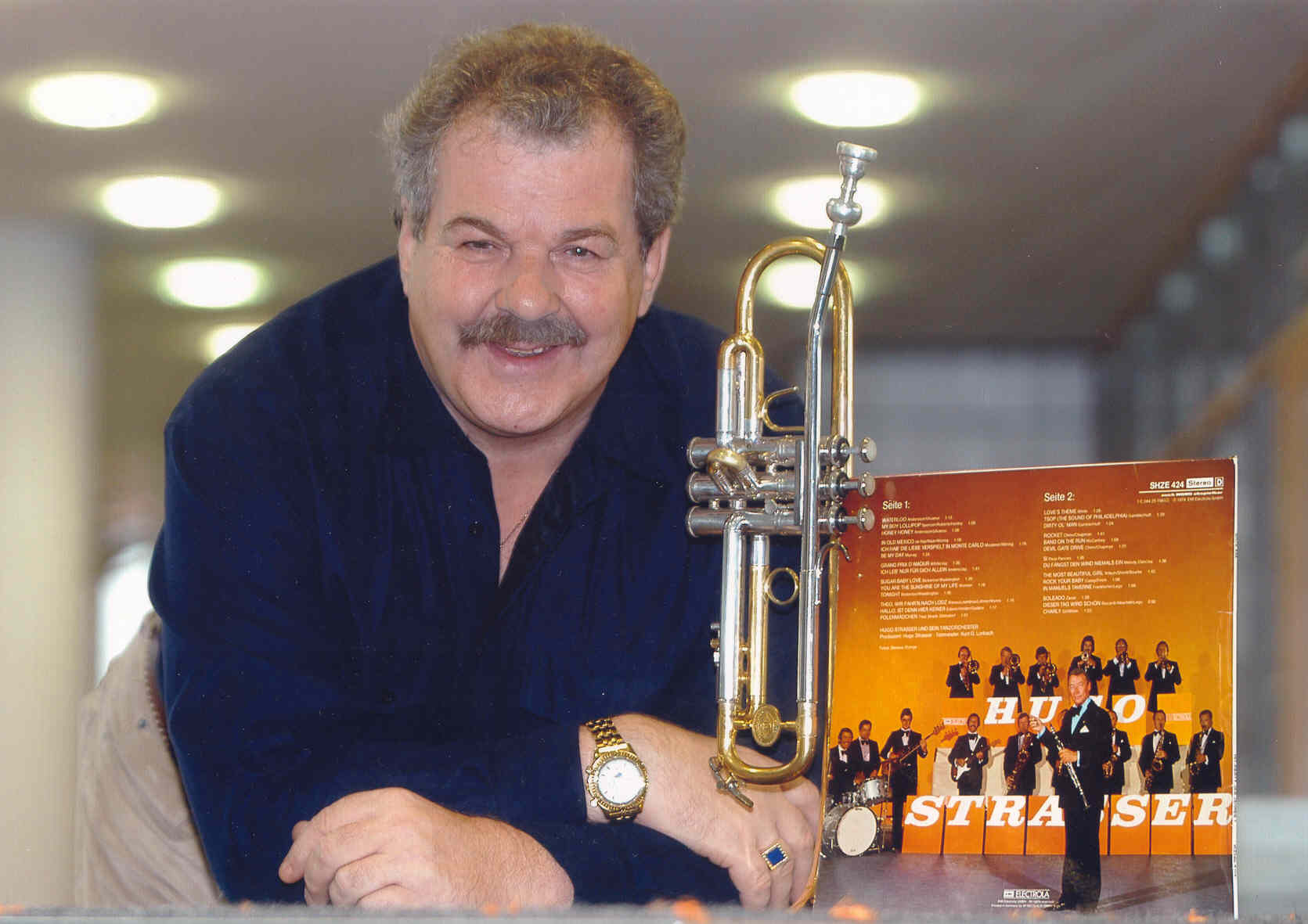
Ralf Willing

## Leben und Werk
Ralf Willing erhielt ab seinem achten Lebensjahr Klavier- und Trompetenunterricht von seinem Vater, dem Militärmusiker und Kapellmeister Gerd Willing. Erste Auftritte hatte er in den Orchestern seines Vaters (Städtische Kapelle Ahaus und der Big Band Gerd Willing).1964 gewann er im Alter von 14 Jahren den Wettbewerb Jugend musiziert im Fach Trompete.
Es folgte von 1964 bis 1969 ein Studium am Konservatorium in Münster mit den Hauptfächern Trompete, Klavier und Kontrabass. Während dieser Zeit spielte er als Aushilfe im Sinfonieorchester an den Städtischen Bühnen Münster. Nach seinem Studium spielte er in Folge im Charly Habel Quintett (1969–1970), im Orchester Teddy Stauber (1970–1972) und war Bandleader im Begleitorchester von Tony Marshall (1972–1974).
Von 1974 bis 1979 war er 1. Trompeter bei Hugo Strasser und Studiotrompeter in München.In den Jahren 1979 bis 1991 spielte er unter dem Pseudonym Ralf Anthony in seiner eigenen Ralf Anthony Showband, die beim Publikum auch unter dem Namen Isar Express bekannt war als Hauptband bei Veranstaltungen und als Begleitband und Tournee-Orchester vieler Stars wie Ireen Cheer, Howard Carpendale, Costa Cordalis, Chris Roberts, Marianne und Michael und Heino, auch unter dem Namen Ralf Willing und sein Musikanten-Express.
Er unternahm Tourneen durch Deutschland, Frankreich, die USA und Kanada und hatte Soloauftritte in Verstehen Sie Spaß?, Musik ist Trumpf, Superhitparade der Volksmusik und anderen Fernsehsendungen.
Willing entwickelte eine neue Schulungsmethode mit Etüden für Trompete, die 2013 veröffentlicht wurde. 
Neben seiner Konzerttätigkeit wirkt Willing auch als Arrangeur und Komponist. Seit 1989 besitzt er ein eigenes Tonstudio, wo er Aufnahmen mit verschiedenen Musikstilen einspielt. Die musikalischen Stilrichtungen reichen von Easy Listening  über Smooth Jazz, Swing, Blasmusik bis hin zu Klassik und Eigenkompositionen.
Ralf Willing lebt in Eichstetten am Kaiserstuhl im Landkreis Breisgau.

## Veröffentlichungen
- Übungen zum Ausbau von Höhe-Kraft-Ausdauer-Flexibilität-Sicherheit-Ton, International Music Consulting GmbH
- Trumpet Blues. Die Tonleiter des Lebens in Dur und Moll, Autobiografie, Hrsg. Dieter Adam, 2016, ISBN 978-3848222117